# Rebourguil
Rebourguil est une commune française située dans le département de l'Aveyron, en région Occitanie.

## Géographie

### Généralités

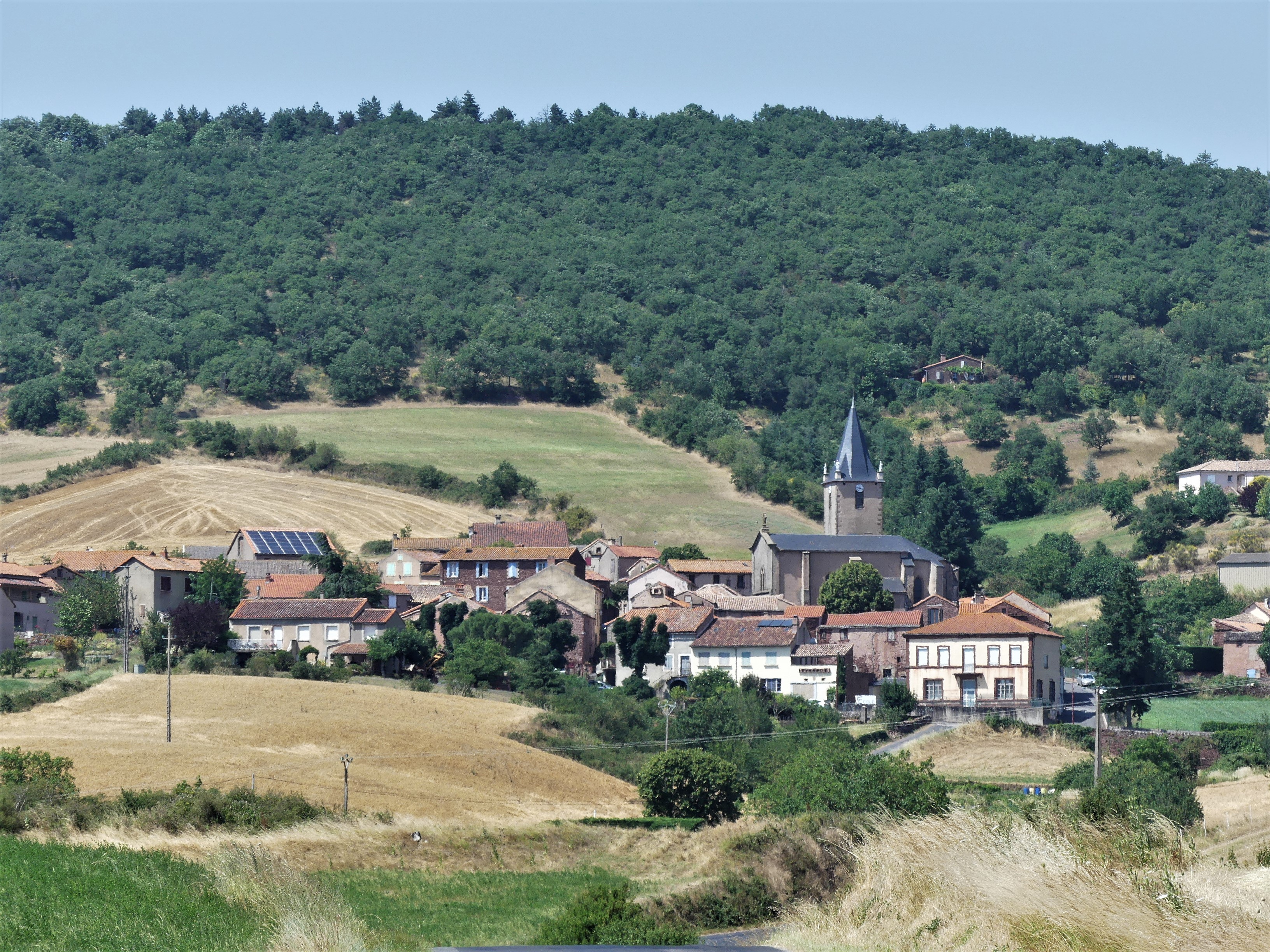
Le bourg de Rebourguil.

Dans la moitié sud du département de l'Aveyron, dans le parc naturel régional des Grands Causses, la commune de Rebourguil s'étend sur 35,31 km2 et constitue une fraction méridionale du Massif central.
L'intégralité de son territoire fait partie du bassin versant du Tarn mais il est partagé en trois sous-ensembles hydrographiques :
- à l'est, des affluents ou sous-affluents du Dourdou de Camarès (les ravins du Devez, du Puech Long, de Puech Rigal, des Taillades, ainsi que les ruisseaux des Aillens, de la Gamasse, de Querbes, de Rembert, de Rimaurel…) ;
- à l'ouest et à l'extrême sud, des affluents ou sous-affluents du Rance (la Gravière, la Grêle Rouge, le ravin de la Payssière, le ruisseau des Landes…) ;
- et entre les deux, les affluents ou sous-affluents du Gos (les ravins de Cabrol, de Clérou, de Serre Long…) qui, s'écoulant vers le nord, prend sa source sur le territoire communal et le baigne sur environ huit kilomètres.

L'altitude minimale, 341 mètres, se trouve localisée à l'extrême nord, près du lieu-dit Frayssinous, là où le Gos quitte la commune et sert de limite entre celles de Saint-Juéry et Vabres-l'Abbaye. L'altitude maximale avec 656 mètres est située au nord-ouest, près du lieu-dit Saint-Martin.
Traversé par la route départementale (RD) 117, le bourg de Rebourguil est situé, en distances orthodromiques, douze kilomètres au sud-ouest de Saint-Affrique.
La commune est également desservie par les RD 32, 90, 902 et 999.

### Communes limitrophes
Rebourguil est limitrophe de cinq autres communes. À l'ouest, son territoire est distant de moins de 700 mètres de celui de La Serre.
Les communes limitrophes sont  Belmont-sur-Rance, Combret, Montlaur, Saint-Juéry et Vabres-l'Abbaye.
| Saint-Juéry | Vabres-l'Abbaye   |          |
|             | Rebourguil        | Montlaur |
| Combret     | Belmont-sur-Rance |          |

### Hydrographie

#### Réseau hydrographique

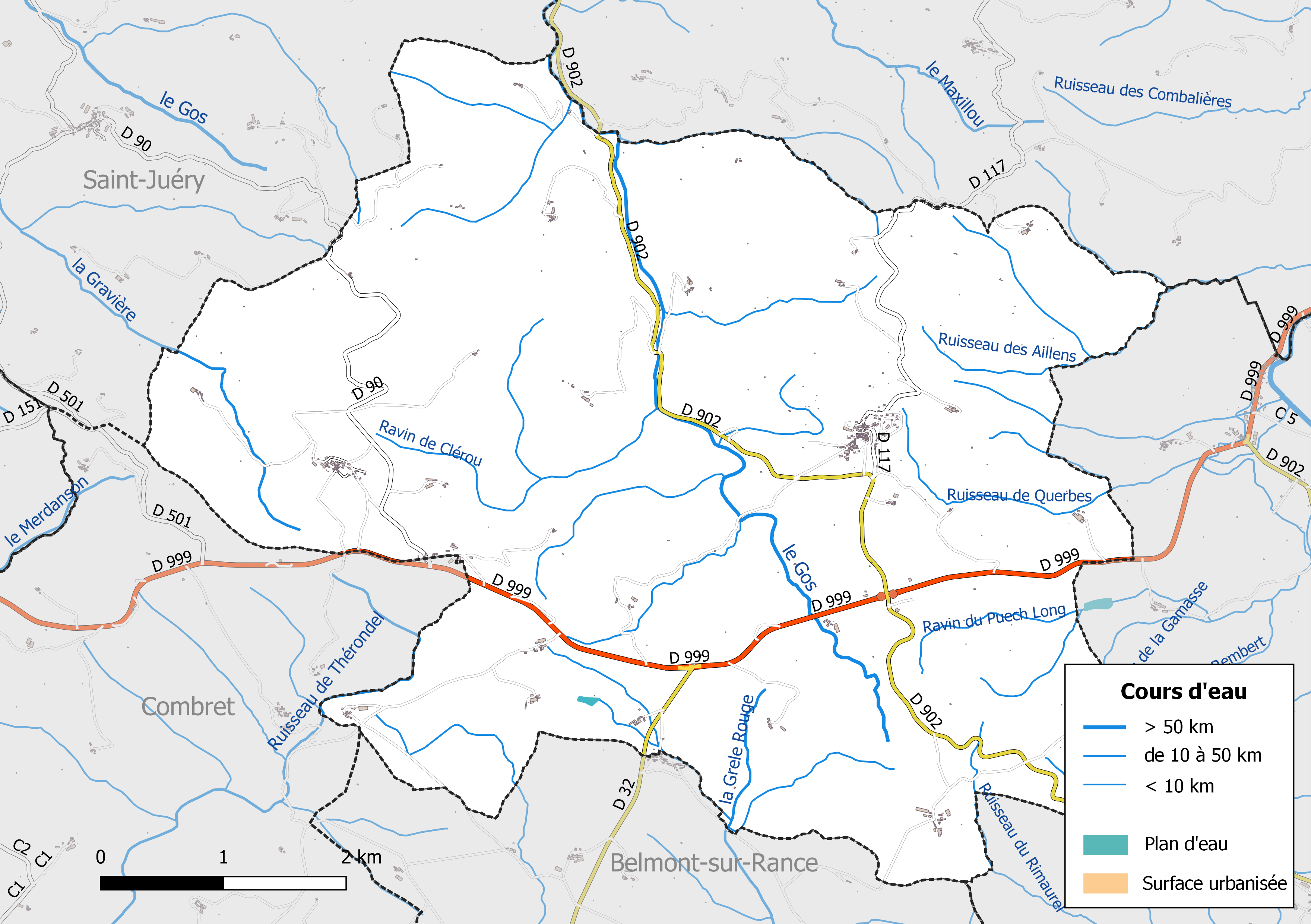
Réseaux hydrographique et routier de Rebourguil.

La commune est drainée par le Gos, la Gravière, la Grêle Rouge, le ruisseau de Thérondel, le ravin de Clérou, le ravin du Puech Long, le ruisseau de la Gamasse, le ruisseau de Querbes, le ruisseau de Rembert, le ruisseau des Aillens, le ruisseau du Rimaurel et par divers petits cours d'eau.
Le Gos, d'une longueur totale de 19,2 km, prend sa source dans la commune de Rebourguil et se jette  dans le Tarn à Saint-Izaire, après avoir arrosé 5 communes.

### Climat
Pour des articles plus généraux, voir Climat de l'Occitanie et Climat de l'Aveyron.
En 2010, le climat de la commune est de type climat océanique altéré, selon une étude s'appuyant sur une série de données couvrant la période 1971-2000. En 2020, Météo-France publie une typologie des climats de la France métropolitaine dans laquelle la commune est exposée à un climat de montagne et est dans la région climatique Sud-est du Massif Central, caractérisée par une pluviométrie annuelle de 1 000 à 1 500 mm, minimale en été, maximale en automne.
Pour la période 1971-2000, la température annuelle moyenne est de 11,7 °C, avec une amplitude thermique annuelle de 15,5 °C. Le cumul annuel moyen de précipitations est de 1 097 mm, avec 11,8 jours de précipitations en janvier et 6,4 jours en juillet. Pour la période 1991-2020, la température moyenne annuelle observée sur la station météorologique la plus proche, située sur la commune de Montlaur à 5 km à vol d'oiseau, est de 12,5 °C et le cumul annuel moyen de précipitations est de 705,4 mm,. Pour l'avenir, les paramètres climatiques de la commune estimés pour 2050 selon différents scénarios d'émission de gaz à effet de serre sont consultables sur un site dédié publié par Météo-France en novembre 2022.

### Milieux naturels et biodiversité

#### Espaces protégés
La protection réglementaire est le mode d’intervention le plus fort pour préserver des espaces naturels remarquables et leur biodiversité associée.
Dans ce cadre, la commune fait partie d'un espace protégé, le Parc naturel régional des Grands Causses, créé en 1995 et d'une superficie de 327 937 ha, qui s'étend sur 97 communes. Ce territoire rural habité, reconnu au niveau national pour sa forte valeur patrimoniale et paysagère, s’organise autour d’un projet concerté de développement durable, fondé sur la protection et la valorisation de son patrimoine,,.

#### Zones naturelles d'intérêt écologique, faunistique et floristique
L’inventaire des zones naturelles d'intérêt écologique, faunistique et floristique (ZNIEFF) a pour objectif de réaliser une couverture des zones les plus intéressantes sur le plan écologique, essentiellement dans la perspective d’améliorer la connaissance du patrimoine naturel national et de fournir aux différents décideurs un outil d’aide à la prise en compte de l’environnement dans l’aménagement du territoire.
Le territoire communal de Rebourguil comprend une ZNIEFF de type 1,, 
les « Rougiers de Verrières » (1 437 ha), couvrant 4 communes du département
, et une ZNIEFF de type 2,, 
le « Rougier de Camarès » (56 714 ha), qui s'étend sur 33 communes dont 32 dans l'Aveyron et 1 dans l'Hérault.

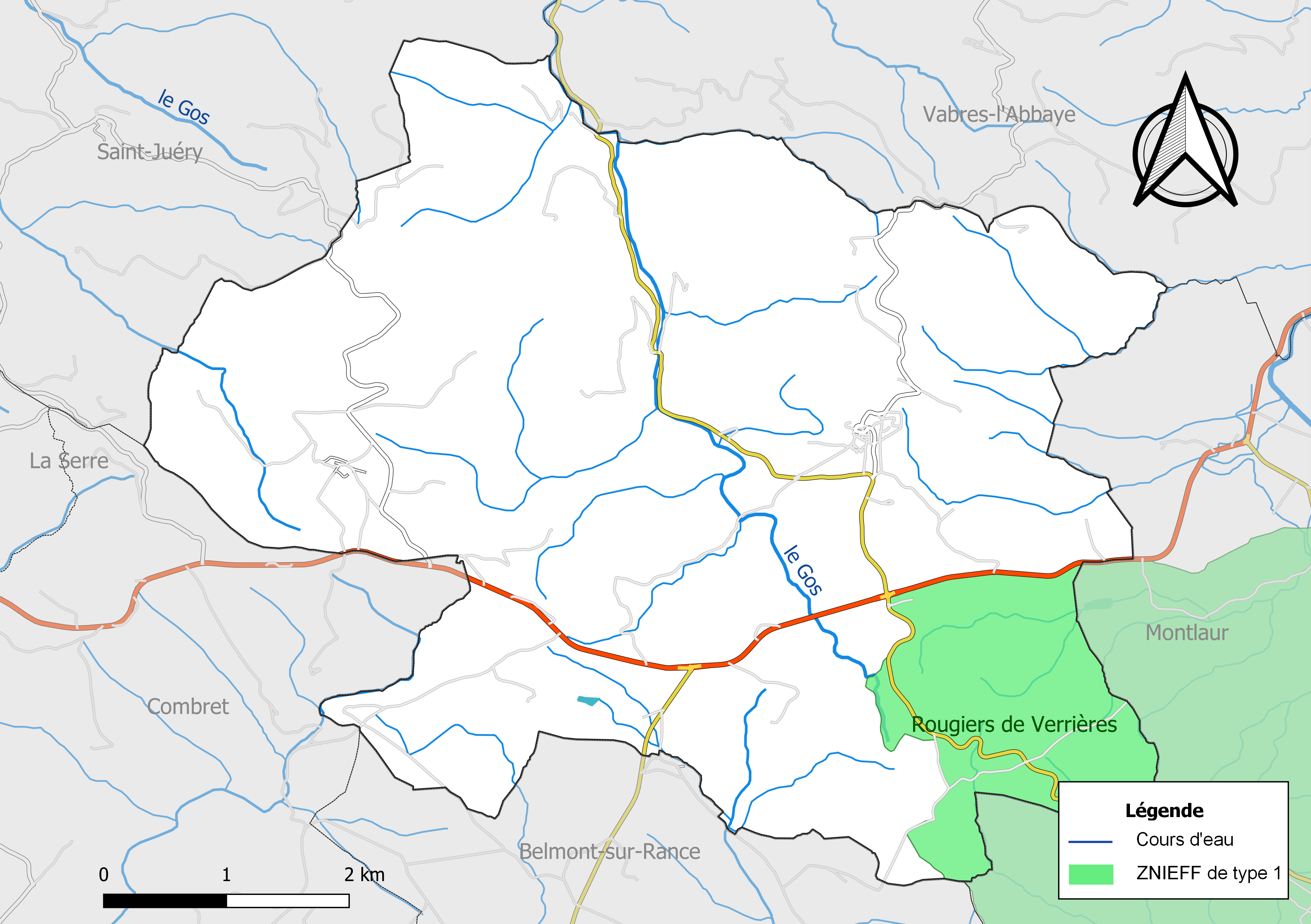
Carte de la ZNIEFF de type 1 de la commune.
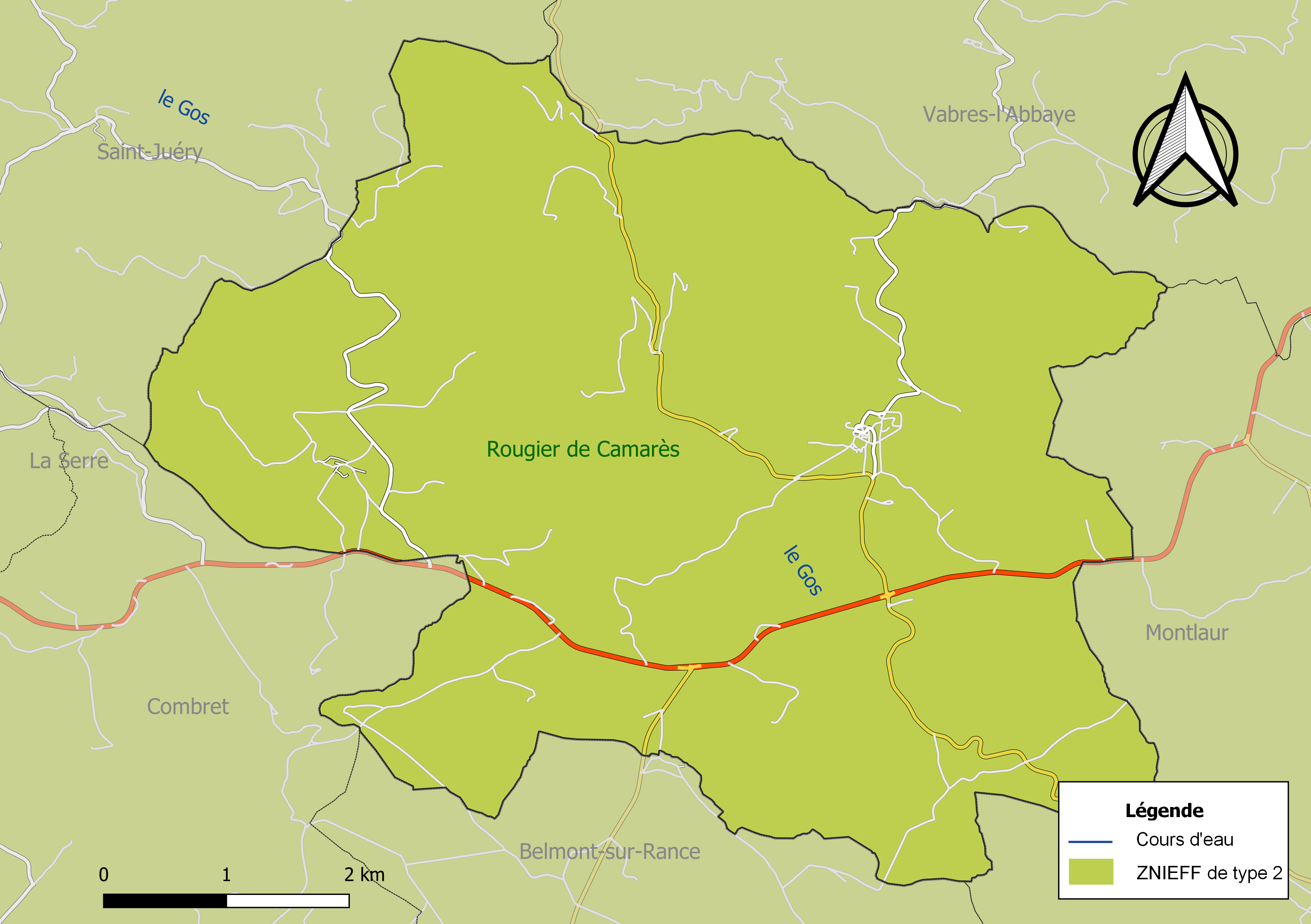
Carte de la ZNIEFF de type 2 de la commune.

## Urbanisme

### Typologie
Au 1er janvier 2024, Rebourguil est catégorisée commune rurale à habitat très dispersé, selon la nouvelle grille communale de densité à 7 niveaux définie par l'Insee en 2022.
Elle est située hors unité urbaine. Par ailleurs la commune fait partie de l'aire d'attraction de Saint-Affrique, dont elle est une commune de la couronne,. Cette aire, qui regroupe 16 communes, est catégorisée dans les aires de moins de 50 000 habitants,.

### Occupation des sols

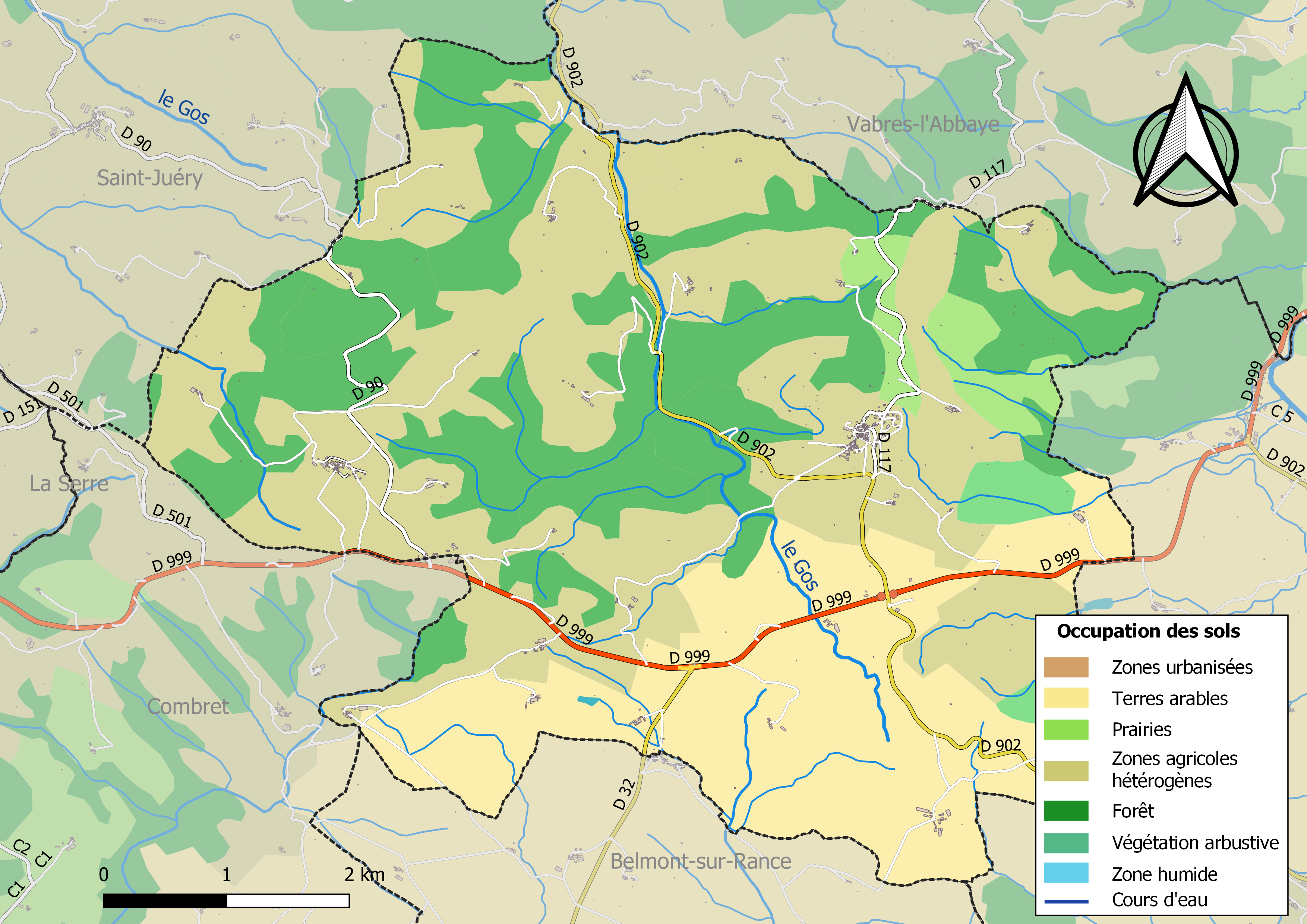
Infrastructures et occupation des sols de la commune de Rebourguil.

L'occupation des sols de la commune, telle qu'elle ressort de la base de données européenne d’occupation biophysique des sols Corine Land Cover (CLC), est marquée par l'importance des territoires agricoles (70,2 % en 2018), en augmentation par rapport à 1990 (67,5 %). La répartition détaillée en 2018 est la suivante : 
zones agricoles hétérogènes (41,8 %), forêts (27,5 %), terres arables (25,4 %), prairies (2,9 %), milieux à végétation arbustive et/ou herbacée (2,4 %).

### Planification
La loi SRU du 13 décembre 2000 a incité fortement les communes à se regrouper au sein d’un établissement public, pour déterminer les partis d’aménagement de l’espace au sein d’un SCoT, un document essentiel d’orientation stratégique des politiques publiques à une grande échelle. La commune est dans le territoire du SCoT du Parc naturel régional des Grands Causses, approuvé le vendredi 7 juillet 2017 par le comité syndical et mis à l’enquête publique en décembre 2019. La structure porteuse est le Pôle d'équilibre territorial et rural du PNR des Grands Causses, qui associe huit communautés de communes, notamment la communauté de communes Monts, Rance et Rougier, dont la commune est membre.
La commune disposait en 2017 d'une carte communale approuvée et un plan local d'urbanisme était en élaboration.

### Risques majeurs
Le territoire de la commune de Rebourguil est vulnérable à différents aléas naturels : climatiques (hiver exceptionnel ou canicule), feux de forêts et séisme (sismicité très faible).
Il est également exposé à un risque technologique, le transport de matières dangereuses, et à deux risques particuliers, les risques radon et minier,.

#### Risques naturels
Le Plan départemental de protection des forêts contre les incendies découpe le département de l’Aveyron en sept « bassins de risque » et définit une sensibilité des communes à l’aléa feux de forêt (de faible à très forte). La commune est classée en sensibilité forte.

#### Risques technologiques
Le risque de transport de matières dangereuses sur la commune est lié à sa traversée par une route à fort trafic. Un accident se produisant sur une telle infrastructure est en effet susceptible d’avoir des effets graves au bâti ou aux personnes jusqu’à 350 m, selon la nature du matériau transporté. Des dispositions d’urbanisme peuvent être préconisées en conséquence.

#### Risques particuliers
La commune est concernée par le risque minier, principalement lié à l’évolution des cavités souterraines laissées à l’abandon et sans entretien après l’exploitation des mines.
Dans plusieurs parties du territoire national, le radon, accumulé dans certains logements ou autres locaux, peut constituer une source significative d’exposition de la population aux rayonnements ionisants. Toutes les communes du département sont concernées par le risque radon à un niveau plus ou moins élevé. Selon le dossier départemental des risques majeurs du département établi en 2013, la commune de Rebourguil est classée à risque moyen à élevé. Un décret du 4 juin 2018 a modifié la terminologie du zonage définie dans le code de la santé publique et a été complété par un arrêté du 27 juin 2018 portant délimitation des zones à potentiel radon du territoire français. La commune est désormais en zone 3, à savoir zone à potentiel radon significatif.

## Histoire
Rebourguil était au XIIIe siècle le siège d'une seigneurie considérable avec un enclos fortifié rectangulaire qui était situé au centre de l'actuel bourg et dont il subsiste une tour, la chapelle castrale qui est devenue l'église paroissiale, ainsi que des vestiges de ses murailles et de son fossé. Il appartenait à plusieurs seigneurs et fut pris par les Anglais pendant la guerre de Cent Ans. En 1273, Pierre de Lévis de Caylus, Gilbert de La Tour et Pierre Jourdain, seigneur de Montlaur, sont co-seigneurs de Rebourguil. Le fief relevait de Géraud d'Armagnac auquel Bernard de La Tour, fils de Guitbern, chevalier, rend hommage en 1323 pour le quart de Rebourguil.
En 1399, Jean Jourdain, seigneur de Montlaur, Gissac, Saint-Juéry, se qualifie de co-seigneur de Rebourguil. En 1454, Dardé de Durand, seigneur de Garrigue et à ce titre co-seigneur de Rebourguil, teste. Son fils Pierre de Durand et son petit-fils Antoine de Durand qui teste en 1588 seront co-seigneurs de Rebourguil. En 1456, les familles de Caylus et Jourdain de Montlaur possèdent toujours leurs parts dans la seigneurie, tandis que celle de la famille de la Tour est passée à la famille de Faugères qui la transmet par alliance à la famille de Narbonne.
En 1541, Jean de Blanc, seigneur de La Mothe, qui a acquis la part de la famille Jourdain de Montlaur, épouse sa cousine Louise de Guizard, dame de la Guizardie, et acquiert la part de la famille de Narbonne. En 1691, Pierre de Blanc et Marthe de Goudon font hommage et dénombrement au roi pour leurs co-seigneuries de Rebourguil, en même temps que Jean-Pierre Dupui, fils de Marthe.
En 1833, la commune voisine d'Esplas fusionne avec Rebourguil.
Esplas était une seigneurie avec un château et un donjon qui dominent le village. Il a été construit par la famille de Camarès puis a eu pour seigneurs à partir du XIVe siècle la famille de Martrin. Jean de Martrin, chevalier, seigneur d'Esplas et de La Ginié, a été nommé capitaine du château de Roquecezières par lettres patentes du roi Charles VIII datées du 24 mai 1485. En récompense pour sa bravoure à la bataille de Fornoue, il reçut du roi comme trophées deux pièces de canon qu'il rapporta au château d'Esplas. Il s'est marié le 15 décembre 1507 avec Catherine Delpuech, fille de Jean, seigneur de Soulages, et de Françoise de Roubiac.

## Politique et administration

### Découpage territorial
La commune de Rebourguil est membre de la communauté de communes Monts, Rance et Rougier, un établissement public de coopération intercommunale (EPCI) à fiscalité propre créé le 1er janvier 2017 dont le siège est à Belmont-sur-Rance. Ce dernier est par ailleurs membre d'autres groupements intercommunaux.
Sur le plan administratif, elle est rattachée à l'arrondissement de Millau, au département de l'Aveyron et à la région Occitanie. Sur le plan électoral, elle dépend du  canton des Causses-Rougiers pour l'élection des conseillers départementaux, depuis le redécoupage cantonal de 2014 entré en vigueur en 2015, et de la troisième circonscription de l'Aveyron  pour les élections législatives, depuis le dernier découpage électoral de 2010.

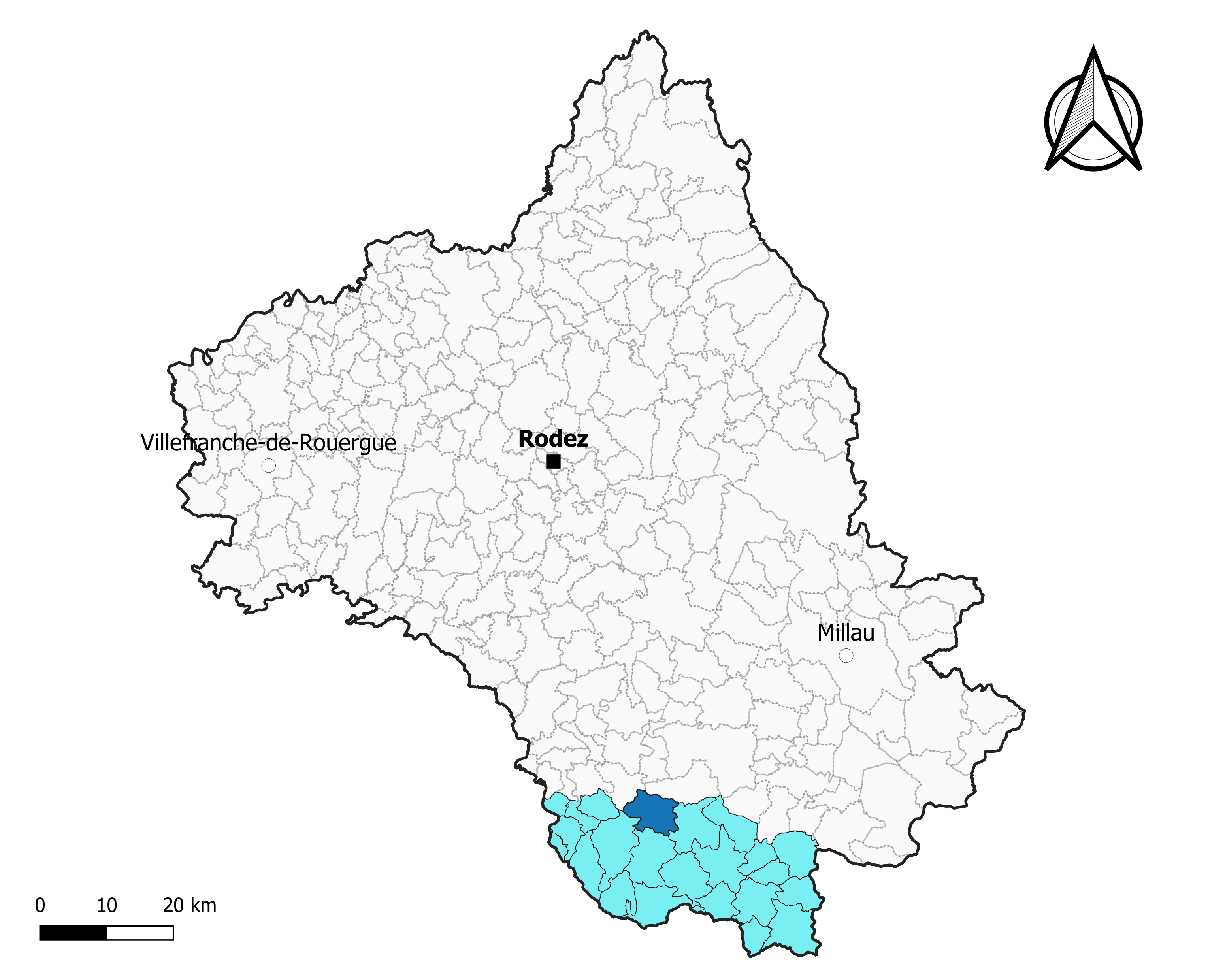
Rebourguil dans l'intercommunalité en 2020.
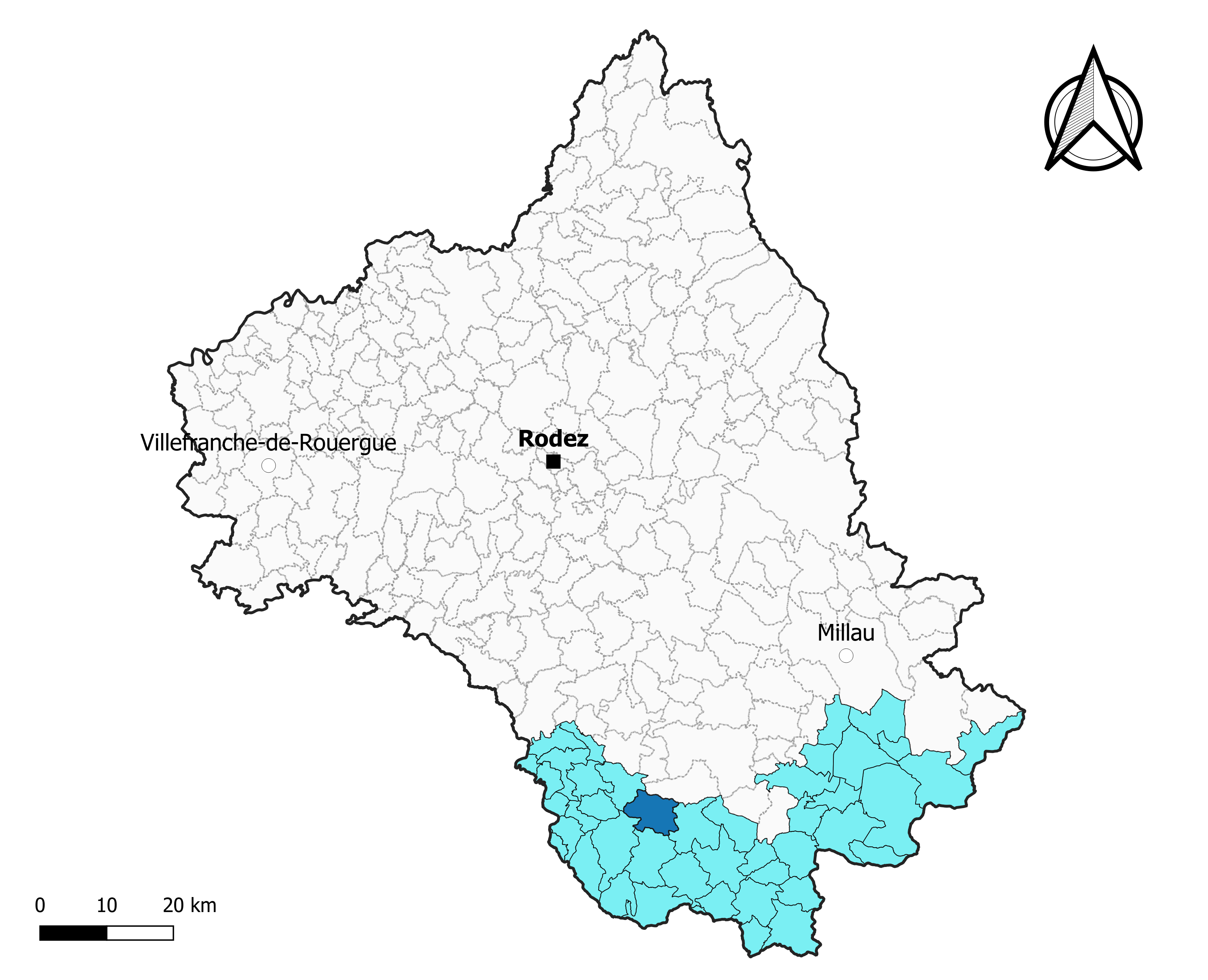
Rebourguil dans le canton des Causses-Rougiers en 2020.
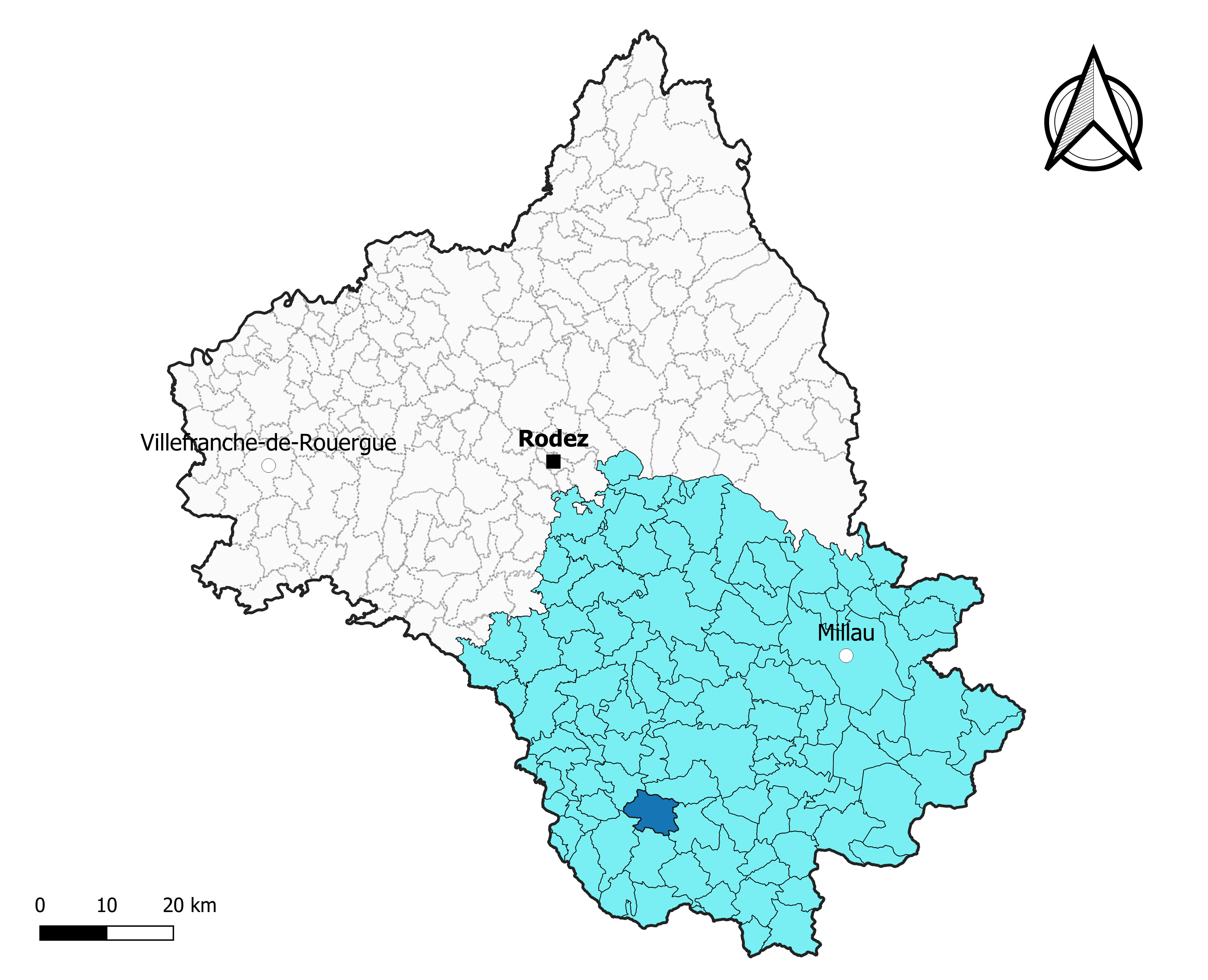
Rebourguil dans l'arrondissement de Millau en 2020.

### Élections municipales et communautaires

#### Élections de 2020
Le conseil municipal de Rebourguil, commune de moins de 1 000 habitants, est élu au scrutin majoritaire plurinominal à deux tours avec candidatures isolées ou groupées et possibilité de panachage. Compte tenu de la population communale, le nombre de sièges à pourvoir lors des élections municipales de 2020 est de 11. La totalité des onze candidats en lice est élue dès le premier tour, le 15 mars 2020, avec un taux de participation de 76,86 %.
Anne-Claire Solier-Assier, maire sortante, est réélue pour un nouveau mandat le 25 mai 2020.
Dans les communes de moins de 1 000 habitants, les conseillers communautaires sont désignés parmi les conseillers municipaux élus en suivant l’ordre du tableau (maire, adjoints puis conseillers municipaux) et dans la limite du nombre de sièges attribués à la commune au sein du conseil communautaire. Un siège est attribué à la commune au sein de la communauté de communes Monts, Rance et Rougier.

#### Liste des maires

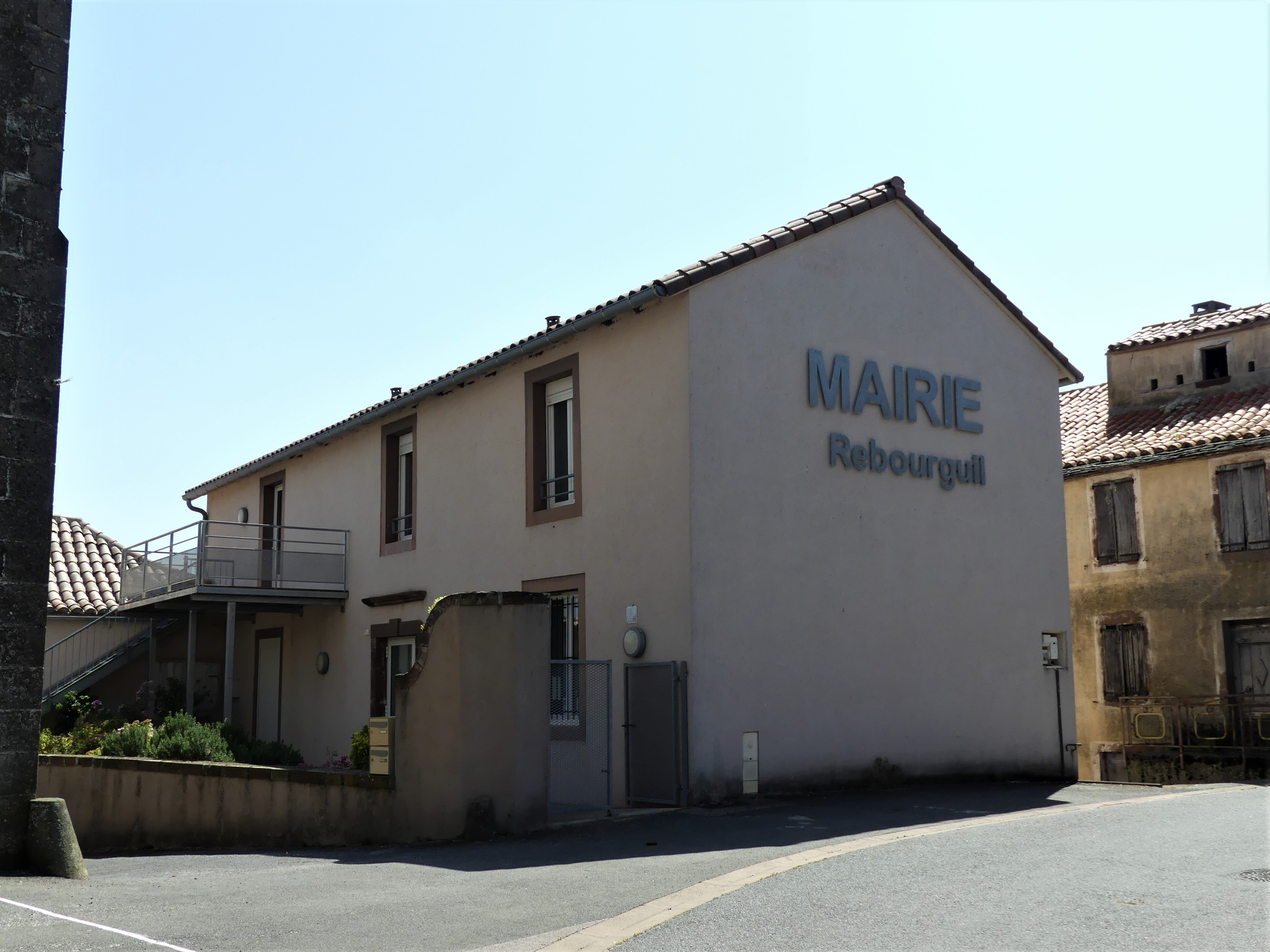
La mairie en 2019.

| Période                                  | Période  | Identité                   | Étiquette | Qualité                       |
| ---------------------------------------- | -------- | -------------------------- | --------- | ----------------------------- |
| Les données manquantes sont à compléter. |          |                            |           |                               |
| avant 1988                               | 1995     | Marius Assie               |           |                               |
| 1995                                     | 2014     | Gérard Liquière            |           |                               |
| mars 2014 (réélue en mai 2020)           | En cours | Anne-Claire Solier-Assier, |           | Cadre de la fonction publique |

## Démographie
L'évolution du nombre d'habitants est connue à travers les recensements de la population effectués dans la commune depuis 1793. Pour les communes de moins de 10 000 habitants, une enquête de recensement portant sur toute la population est réalisée tous les cinq ans, les populations de référence des années intermédiaires étant quant à elles estimées par interpolation ou extrapolation. Pour la commune, le premier recensement exhaustif entrant dans le cadre du nouveau dispositif a été réalisé en 2007.

En 2022, la commune comptait 287 habitants, en évolution de +1,41 % par rapport à 2016 (Aveyron : +0,37 %, France hors Mayotte : +2,11 %).
| 1793 | 1800 | 1836 | 1841 | 1846 | 1851 | 1856 | 1861 | 1866 |
| ---- | ---- | ---- | ---- | ---- | ---- | ---- | ---- | ---- |
| 304  | 442  | 791  | 759  | 679  | 770  | 731  | 787  | 811  |

| 1872 | 1876 | 1881 | 1886 | 1891 | 1896 | 1901 | 1906 | 1911 |
| ---- | ---- | ---- | ---- | ---- | ---- | ---- | ---- | ---- |
| 733  | 785  | 778  | 823  | 772  | 725  | 658  | 727  | 748  |

| 1921 | 1926 | 1931 | 1936 | 1946 | 1954 | 1962 | 1968 | 1975 |
| ---- | ---- | ---- | ---- | ---- | ---- | ---- | ---- | ---- |
| 689  | 644  | 610  | 575  | 502  | 435  | 429  | 360  | 312  |

| 1982 | 1990 | 1999 | 2006 | 2007 | 2012 | 2017 | 2022 | - |
| ---- | ---- | ---- | ---- | ---- | ---- | ---- | ---- | - |
| 286  | 251  | 301  | 268  | 263  | 274  | 280  | 287  | - |

## Économie

### Revenus
En 2018  (données Insee publiées en septembre 2021), la commune compte 122 ménages fiscaux, regroupant 275 personnes. La médiane du revenu disponible par unité de consommation est de 19 750 € (20 640 € dans le département).

### Emploi
| Division       | 2008  | 2013  | 2018  |
| -------------- | ----- | ----- | ----- |
| Commune        | 1,2 % | 5,1 % | 8,2 % |
| Département    | 5,4 % | 7,1 % | 7,1 % |
| France entière | 8,3 % | 10 %  | 10 %  |

En 2018, la population âgée de 15 à 64 ans s'élève à 171 personnes, parmi lesquelles on compte 82,7 % d'actifs (74,5 % ayant un emploi et 8,2 % de chômeurs) et 17,3 % d'inactifs,. En  2018, le taux de chômage communal (au sens du recensement) des 15-64 ans est supérieur à celui du département, mais inférieur à celui de la France, alors qu'il était inférieur à celui du département et de la France en 2008.
La commune fait partie de la couronne de l'aire d'attraction de Saint-Affrique, du fait qu'au moins 15 % des actifs travaillent dans le pôle,. Elle compte 134 emplois en 2018, contre 69 en 2013 et 78 en 2008. Le nombre d'actifs ayant un emploi résidant dans la commune est de 130, soit un indicateur de concentration d'emploi de 103,6 % et un taux d'activité parmi les 15 ans ou plus de 62,6 %.
Sur ces 130 actifs de 15 ans ou plus ayant un emploi, 59 travaillent dans la commune, soit 45 % des habitants. Pour se rendre au travail, 65 % des habitants utilisent un véhicule personnel ou de fonction à quatre roues, 0,8 % les transports en commun, 5,2 % s'y rendent en deux-roues, à vélo ou à pied et 29 % n'ont pas besoin de transport (travail au domicile).

### Activités hors agriculture
37 établissements sont implantés  à Rebourguil au 31 décembre 2019. Le tableau ci-dessous en détaille le nombre par secteur d'activité et compare les ratios avec ceux du département,.
| Secteur d'activité                                                                                        | Commune | Commune | Département |
| Secteur d'activité                                                                                        | Nombre  | %       | %           |
| --- | ------- | ------- | ----------- |
| Ensemble                                                                                                  | 37      |         |             |
| Industrie manufacturière, industries extractives et autres                                                | 19      | 51,4 %  | (17,7 %)    |
| Construction                                                                                              | 4       | 10,8 %  | (13 %)      |
| Commerce de gros et de détail, transports, hébergement et restauration                                    | 7       | 18,9 %  | (27,5 %)    |
| Activités financières et d'assurance                                                                      | 1       | 2,7 %   | (3,4 %)     |
| Activités immobilières                                                                                    | 2       | 5,4 %   | (4,2 %)     |
| Activités spécialisées, scientifiques et techniques et activités de services administratifs et de soutien | 3       | 8,1 %   | (12,4 %)    |
| Administration publique, enseignement, santé humaine et action sociale                                    | 1       | 2,7 %   | (12,7 %)    |

Le secteur de l'industrie manufacturière, des industries extractives et autres est prépondérant sur la commune puisqu'il représente 51,4 % du nombre total d'établissements de la commune (19 sur les 37 entreprises implantées  à Rebourguil), contre 17,7 % au niveau départemental.

### Agriculture
La commune est dans les Monts de Lacaune, une petite région agricole occupant le sud du département de l'Aveyron. En 2020, l'orientation technico-économique de l'agriculture  sur la commune est l'élevage d'ovins ou de caprins.
|               | 1988  | 2000  | 2010  | 2020  |
| ------------- | ----- | ----- | ----- | ----- |
| Exploitations | 36    | 24    | 32    | 22    |
| SAU (ha)      | 2 068 | 2 174 | 2 731 | 2 286 |

Le nombre d'exploitations agricoles en activité et ayant leur siège dans la commune est passé de 36 lors du recensement agricole de 1988  à 24 en 2000 puis à 32 en 2010 et enfin à 22 en 2020, soit une baisse de 39 % en 32 ans. Le même mouvement est observé à l'échelle du département qui a perdu pendant cette période 51 % de ses exploitations,. La surface agricole utilisée sur la commune a quant à elle augmenté, passant de 2 068 ha en 1988 à 2 286 ha en 2020. Parallèlement la surface agricole utilisée moyenne par exploitation a augmenté, passant de 57 à 104 ha.

## Culture locale et patrimoine

### Lieux et monuments
- Château d'Esplas.
- Église Saint-Barthélemy d'Esplas.
- Église Saint-Julien de Rebourguil.
- Chapelle Notre-Dame-de-Bétirac de Bétirac.
- Chapelle Notre-Dame-de-la-Louzière des Liquières.

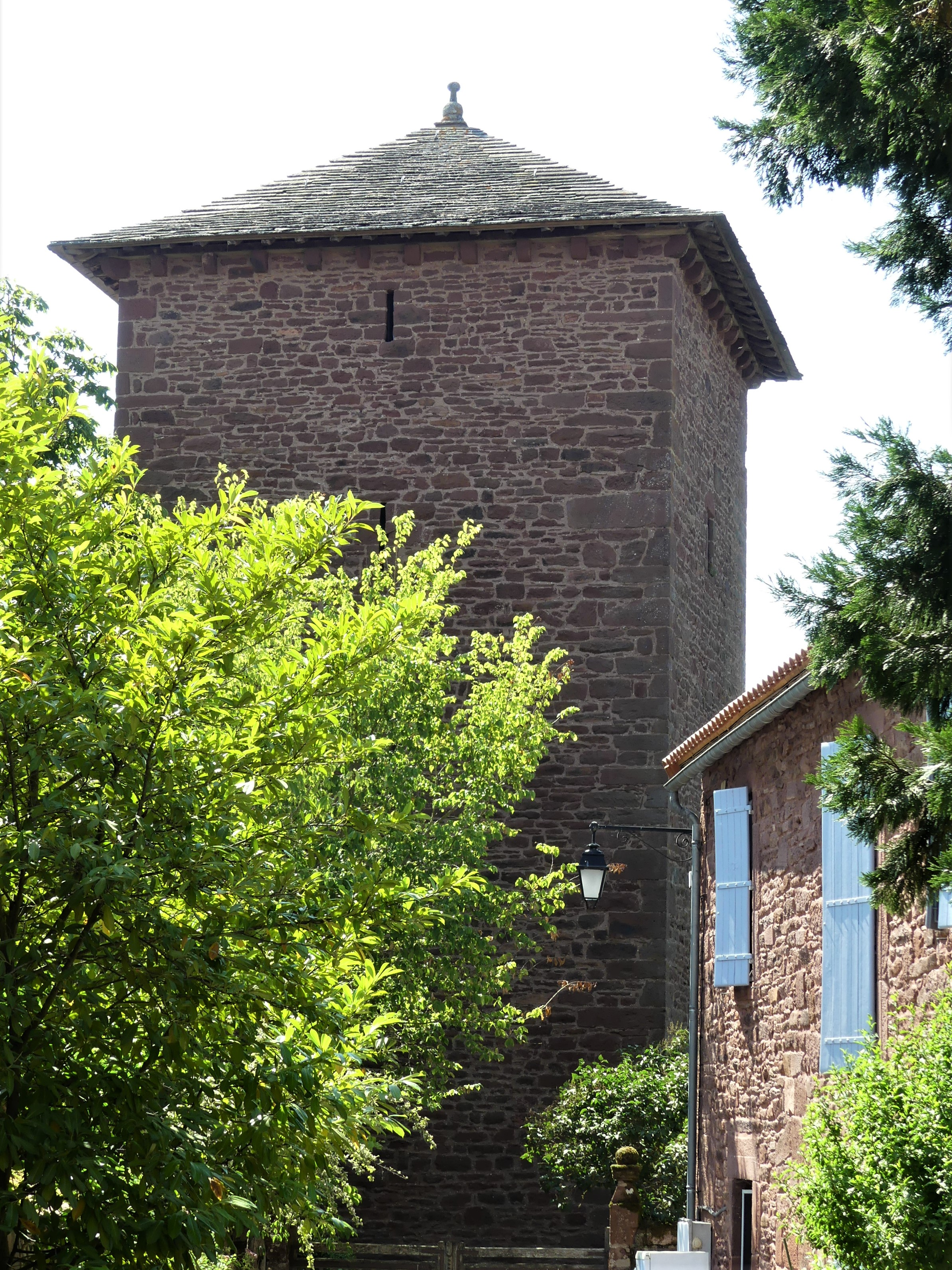
Tour du château d'Esplas.
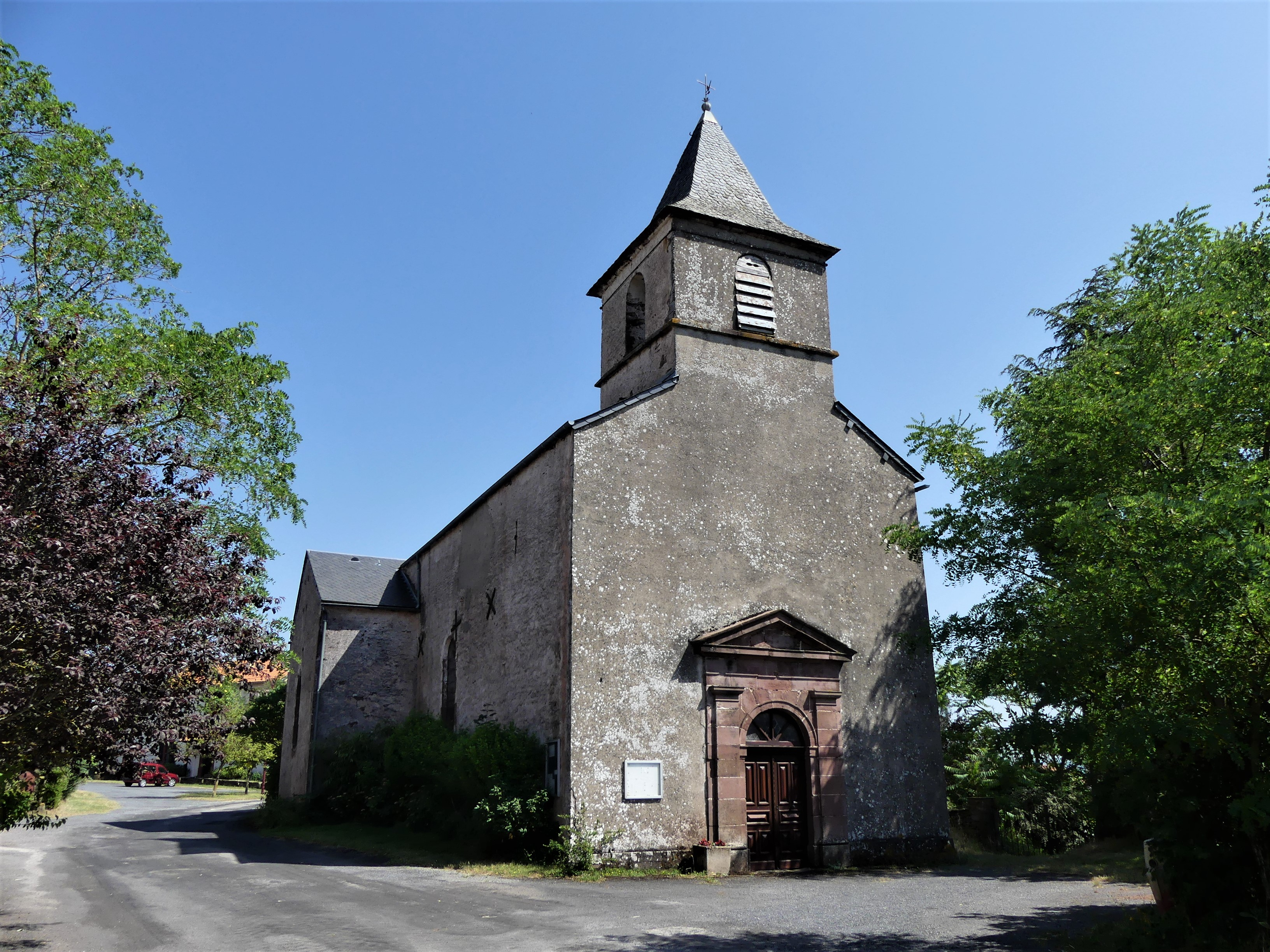
L'église Saint-Barthélemy d'Esplas.
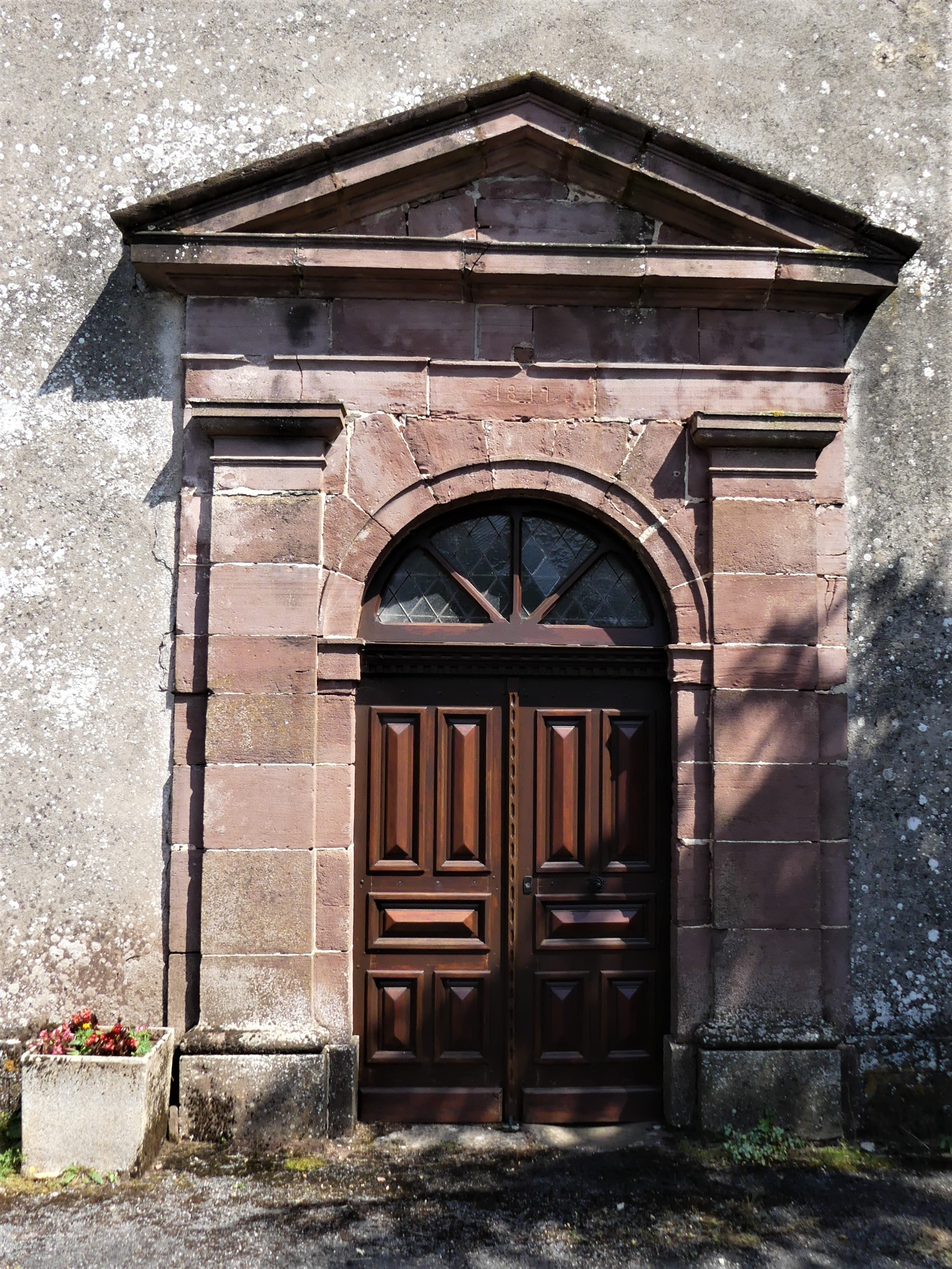
Son portail.
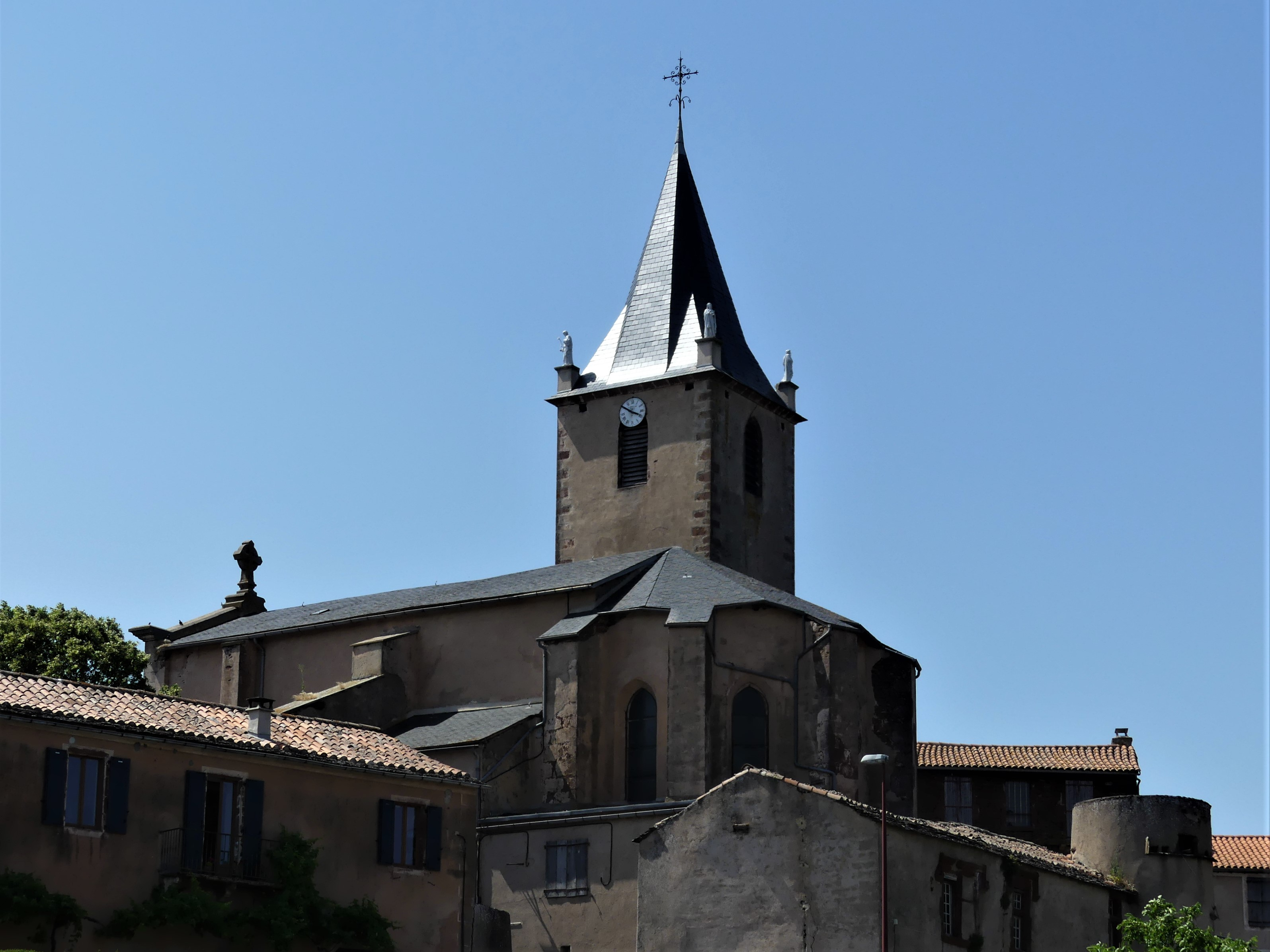
L'église Saint-Julien de Rebourguil.
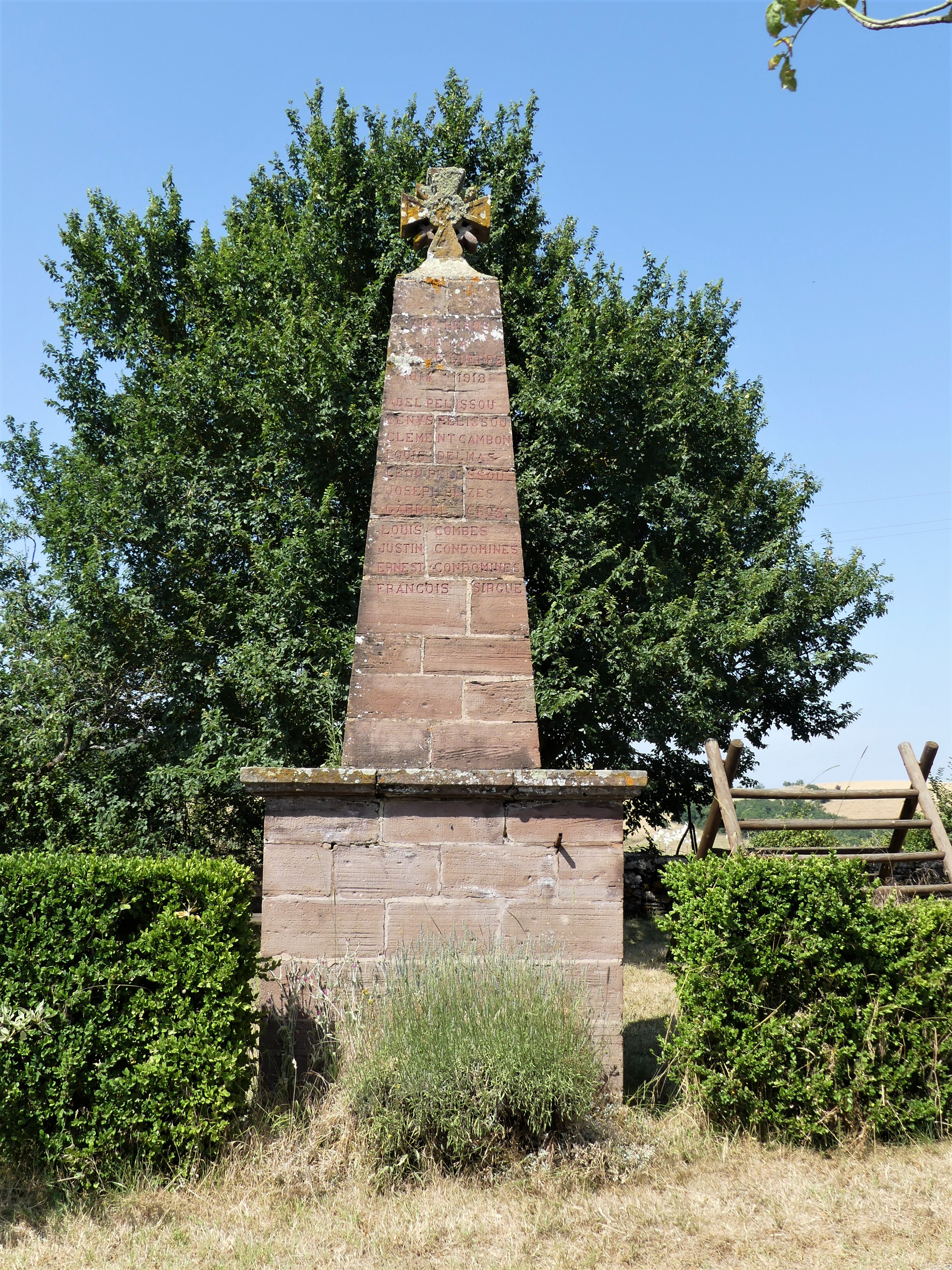
Le monument aux morts d'Esplas.
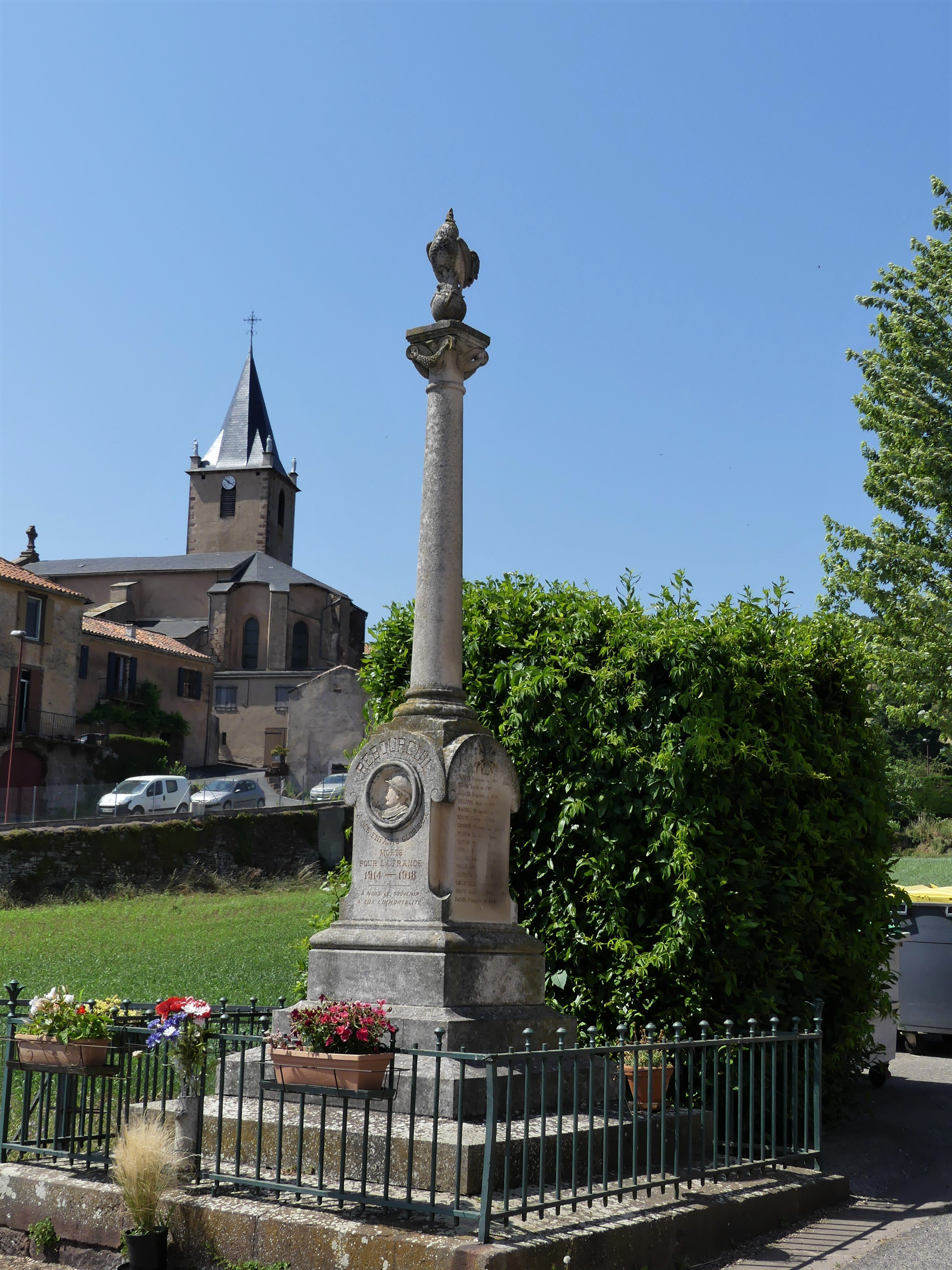
Le monument aux morts de Rebourguil.
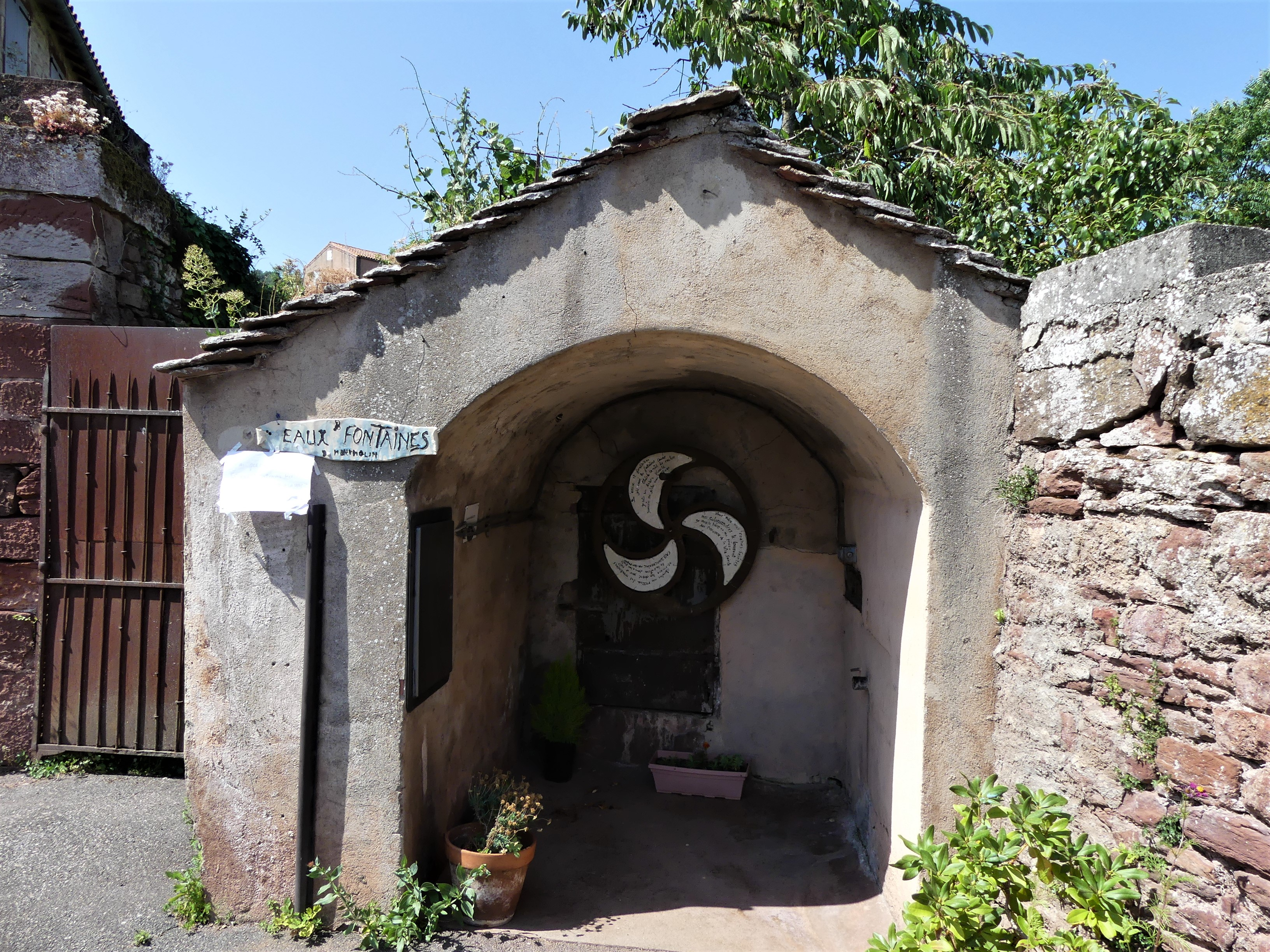
Fontaine dans le bourg de Rebourguil.
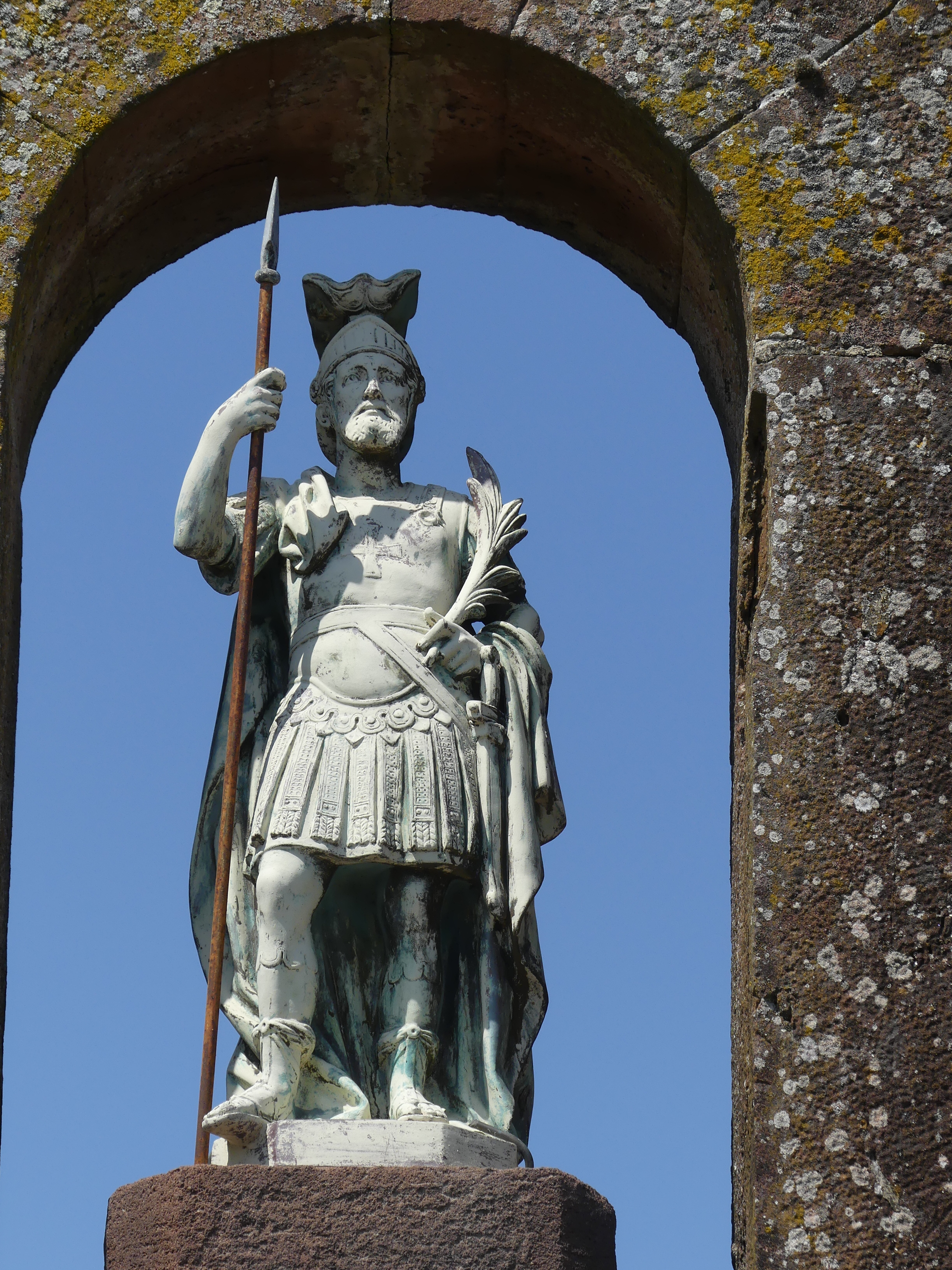
Statue au-dessus d'un puits dans le bourg de Rebourguil.